# Jamella rubella
Jamella rubella är en insektsart som beskrevs av Medler 1990. Jamella rubella ingår i släktet Jamella och familjen Flatidae. Inga underarter finns listade i Catalogue of Life.